# Donat II Donat
Donat II Donat de Bigorra (?-900), fill de Donat I Llop de Bigorra, comte de Bigorra, i de Faquilena, princesa d'Aquitània.
Succeí al seu pare Donat I Llop de Bigorra en el comandament de comtat. O en cert punt heretà un comtat creat pensant en ell. Generalment es considerava el 819 com l'any en què el comtat va ser reconegut pel rei Lluís I de França. Així el primer comte de Bigorra seria el seu pare, però això hauria estat mig segle després. Davant la mort prematura de Donat II Donat sense descendència, es va fer càrrec del comtat el seu germà Llop I de Bigorra.